# هشت‌پای سرخ جنوبی
هشت‌پای سرخ جنوبی (نام علمی: Enteroctopus megalocyathus) نام یک گونه از راسته هشت‌پا است.